# Das Phantom der Oper (1925)

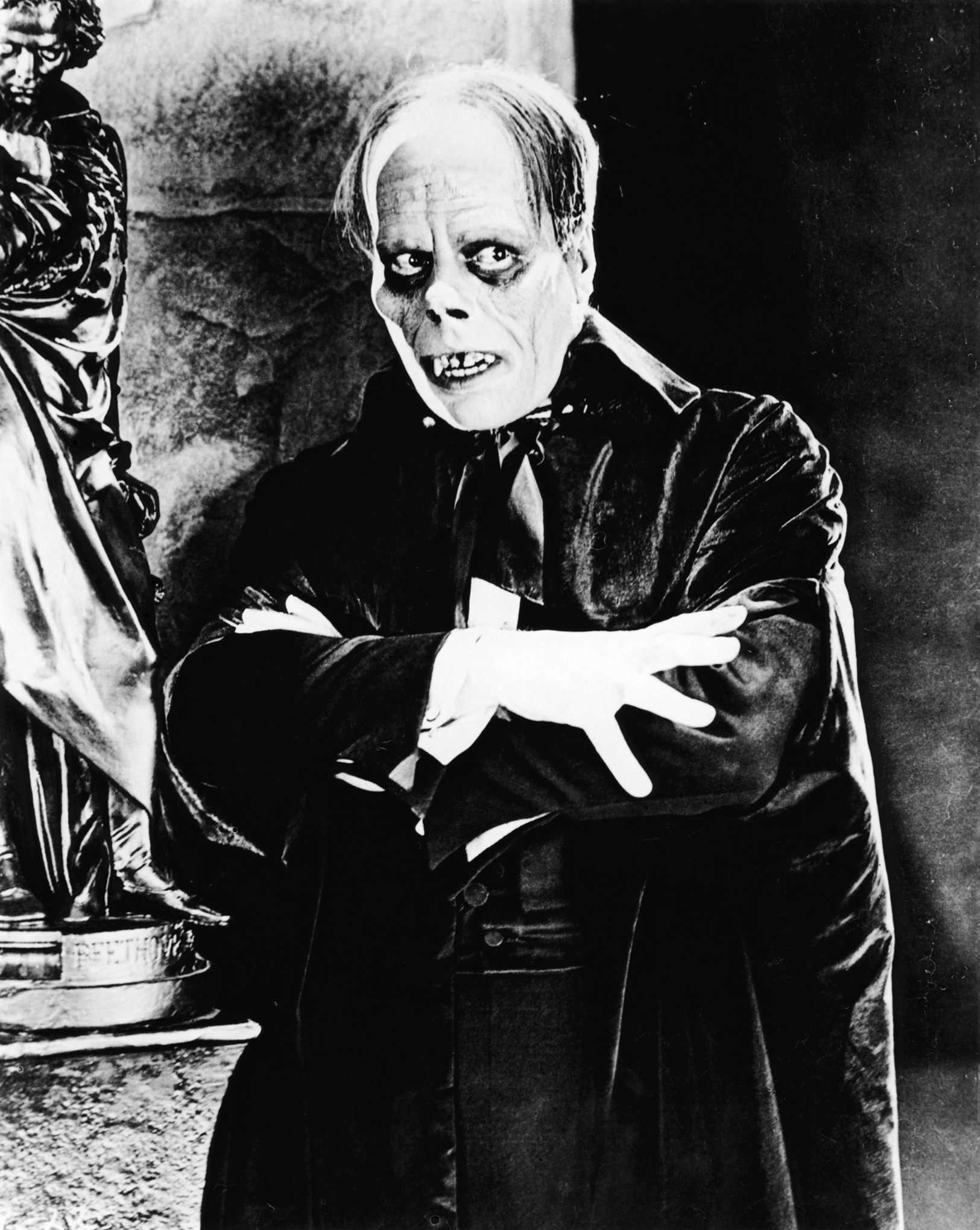
Lon Chaney sen. als Erik

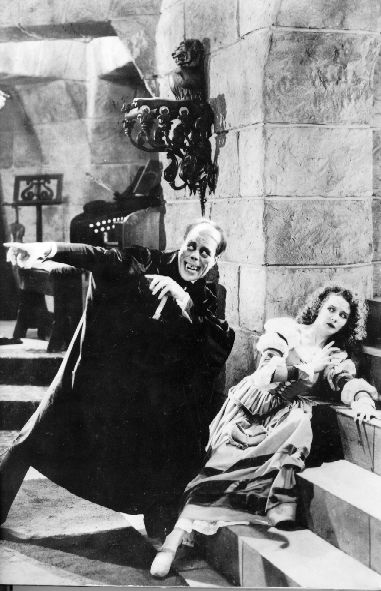
Erik und Christine

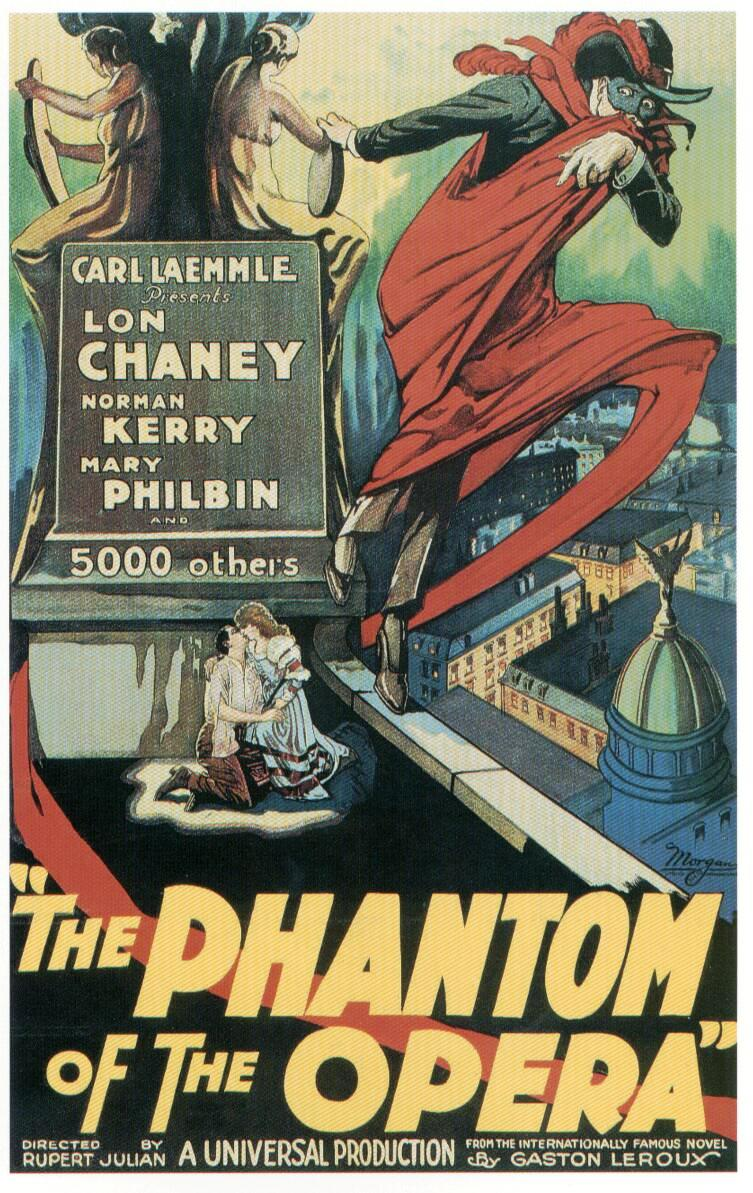
Plakat zum Film (1925)

Das Phantom der Oper ist ein Spielfilm von Rupert Julian aus dem Jahr 1925. Er basiert auf dem nur vierzehn Jahre früher erschienenen gleichnamigen Roman des französischen Schriftstellers Gaston Leroux. Die Titelrolle spielte „der Mann der 1.000 Gesichter“ Lon Chaney.

## Handlung
Während einer Ballettvorführung findet im Büro der Verkauf des Opernhauses statt. Die neuen Eigentümer glauben den Sagen nicht, die man ihnen über das Phantom erzählt. Nach der Vorführung zeigt die Mutter des Stars der Oper, Carlotta, den  neuen Leitern der Oper einen Drohbrief des Phantoms. Das Phantom verlangt, dass die weibliche Hauptrolle der nächsten Aufführung von Gounods Oper Faust von Christine Daaé gesungen werden soll. Andernfalls werde Carlottas Karriere katastrophal enden. Am Tag der Aufführung ist Carlotta jedoch krank; Christine nimmt dadurch tatsächlich ihren Platz ein. Dort sitzen ihr Geliebter, der Vicomte Raoul de Chagny, und dessen Bruder, Comte Philip de Chagny, in ihrer Loge und beobachten Christine. Nach der Vorstellung sagt Christine dem irritierten Raoul, er solle die Liebe, die beide verbindet, vergessen. Das Phantom ermutigt Christine, dass ihre Entscheidung für die Oper die richtige war. In einem Brief schreibt Christine an Raoul, er dürfe sie nie wieder treffen.
Trotz einer neuen Warnung des Phantoms tritt Carlotta am nächsten Abend wieder selber auf, woraufhin das Phantom den prächtigen Kronleuchter im Zuschauerraum auf das Publikum stürzen lässt. In der darauf folgenden Panik bemerkt Raoul einen mysteriösen Perser, der sich als Geheimpolizist entpuppt und versteckt sich in Christines Umkleideraum. Dort beobachtet er, wie Christine zum Phantom in die Unterwelt steigt, wo sie von diesem empfangen und, inzwischen in Ohnmacht gefallen, von diesem in sein Bett gelegt wird. Sie erwacht wieder vom Spiel einer Pfeifenorgel und schleicht sich an Erik, das Phantom, heran. Dieser hatte sie immer davor gewarnt, ihm seine Maske zu nehmen, doch nach einigem Zögern tut sie es trotzdem. Christine fällt zu Boden, einerseits erschrocken über Eriks entstellendes Äußeres, andererseits, weil dieser drohend auf sie zustürzt.
In einem in den folgenden Tagen stattfindenden Maskenball mischt sich das verkleidete Phantom unter die Gäste und erscheint als der personifizierte rote Pesttod. Christine hat Angst vor dem Phantom und sucht Schutz bei Raoul. Das Phantom folgt beiden auf das Dach der Oper und belauscht sie bei ihrem Entschluss, am folgenden Tag nach England zu fliehen.
Am nächsten Abend wird vor der Aufführung der Oper Faust die Leiche von Joseph Buquet gefunden, einem Mitarbeiter der Oper, der am meisten über das Phantom wusste. Auch der während der Aufführung anwesende Philip kann nicht verhindern, dass das Phantom Christine entführt. Während der Bruder des getöteten Joseph vor der Oper einen wütenden Mob zusammentrommelt, folgen Raoul, Philip und der Perser dem Phantom. Philip wird vom Phantom ertränkt, die anderen Männer können sich retten. Inzwischen gelangt der Mob in den Untergrund der Oper. Das Phantom flieht mit Christine, die während der Flucht dem Phantom entwischen kann. Der wütende Mob erschlägt das Phantom und wirft es in die Seine.

## Hintergründe
1922 gab Gaston Leroux dem Produzenten Carl Laemmle seinen Roman zu lesen, woraufhin dieser sich gleich die Verfilmungsrechte sicherte. Damit kam er dem Schauspieler Lon Chaney zuvor, der sich die Rechte eigentlich hatte sichern wollen und stattdessen als Hauptdarsteller in das Projekt einstieg. Die Dreharbeiten fanden in einer Atelierhalle statt, die größer als ein Fußballplatz war. In ihr waren die verschiedenen Schauplätze der Filmhandlung aufgebaut.  Zwischen Regisseur Rupert Julian und Hauptdarsteller Lon Chaney kam es des Öfteren zu Streitigkeiten über die Interpretation der Rolle des Phantoms, so dass Chaney einige Szenen nach eigenem Empfinden gestaltete. Im Laufe der Zeit wurde der Film mehrmals umgeschnitten und durch neue Szenen ergänzt.

## Schnittfassungen
- Die Originalfassung, die im Januar 1925 in Los Angeles als Testvorführung gezeigt wurde. Sie fiel bei dem Testpublikum und vor allem bei Carl Laemmle durch. Es existieren keine Kopien, das Original wurde zerstört.

- Die Weltpremierenfassung, die im April 1925 in San Francisco gezeigt wurde.

- Die offizielle Schnittfassung vom September 1925, die ihre Premiere im Astor Theater in New York hatte. Diese Fassung war neu geschnitten, Komödienspezialist Edward Sedgwick drehte zusätzliche Szenen.

- ein rekonstruierter Neuschnitt von 1929 mit einzelnen Textpassagen. Diese Fassung wurde nur in den USA aufgeführt. In den 1930er Jahren konnten Privatleute Kopien des Films im 16-mm-Format für zuhause kaufen. Eine dieser Kopien ist erhalten.

- Die Tonfassung von 1930, die auch international vertrieben wurde. Diese Fassung gibt es einerseits als Stummfilmvariante und andererseits als Tonfilm mit akustischer Begleitung als Lichtton, veränderten Zwischentiteln und zusätzlichen Szenen.

Die einzigen erhalten gebliebenen Fassungen des Films sind die 16-mm-Kopie sowie eine rekonstruierte Stummfilmfassung der 1930er-Version, letztere ist auch die, die am häufigsten gesehen werden kann.
Ferner wurde der Film in den 70er Jahren, 1996 und 2003 restauriert.
Es existieren verschiedene Filmmusik-Fassungen zu den unterschiedlichen Versionen. Sam Perry war für diejenige der Version von 1929 verantwortlich, blieb jedoch in den Credits unerwähnt. Kompositionen jüngeren Datums schufen Gabriel Thibaudeau und Rick Wakeman (1990), Roy Budd (1993) sowie Carl Davis (1996).

## Wissenswertes
Der Film wurde von der amerikanischen Nationalbibliothek, der Library of Congress als kulturhistorisch besonders wertvoll eingestuft und 1998 ins National Film Registry aufgenommen. In den Vereinigten Staaten ist der Film gemeinfrei und kann über das Internet Archive kostenlos heruntergeladen werden.
Von ursprünglich mehreren in Zweifarben-Technicolor gedrehten Szenen ist heute noch die Maskenballszene und eine Szene auf dem Dach der Oper erhalten.
Als Christine Daaé vom Phantom zum ersten Mal in seine Katakomben entführt wird, ist ein Bett in Form eines vorderen Schiffsrumpfs mit einer Art Galionsfigur zu sehen. Dasselbe markante Requisit fand auch 25 Jahre später in Boulevard der Dämmerung als Bett von „Norma Desmond“ Verwendung.
Im Film Gremlins 2 - The new Batch wird die Szene mit dem Orgelspiel und dem Entfernen der Maske des Phantoms von zwei der Gremlins während der Versammlung in der Lobby parodiert.
2012 veröffentlichte die US-amerikanische Industrial-Gothic Band Frausun den Score im neuen Gewand.

## Kritiken
„Der Film hat hervorragende Effekte, wie sie selten in einem Bildwerk gezeigt worden sind.“

„Ein dutzendmal wurde Gaston Leroux’ Roman für die Leinwand adaptiert, doch nur Rupert Julians Stummfilm von 1925 wurde zum Klassiker. Für die Rolle des tragischen Titelhelden verwandelte Lon Chaney sein Gesicht in eine schauerliche Totenmaske, die trotz aller Starrheit ein nuanciertes Mienenspiel zuließ.“

„Mehr Melodram als Horrorfilm, das Spannung mit intensiven, klug berechneten Bildkompositionen schafft. Trotz überdeutlicher Altersspuren – die Anklänge an expressionistische Kulissen sind oberflächlich, das Maskenbild wirkt überholt – ein reizvoller Film, vor allem im Vergleich zu späteren, oft zu grausigen Verfilmungen der klassischen Gruselgeschichte.“